# Жоель Діккер
Жоель Діккер (фр. Joël Dicker, нар. 16 червня 1985, Женева, Швейцарія) — сучасний швейцарський письменник, пише французькою мовою.

## Життєпис
Жоель Діккер народився в Женеві 1985 року. Мати займалася книжковою справою, батько — вчитель французької мови (правнук політика Жака Діккера). У десять років з приятелем створив журнал La Gazette des animaux, який видавав сім років, отримав за нього Prix Cunéo pour la protection de la nature, був визнаний наймолодшим головним редактором Швейцарії виданням La Tribune de Genève. Закінчив Collège Madame de Staël, протягом року проходив навчання на курсах акторської майстерності в Cours Florent в Парижі, закінчив юридичний факультет Женевського університету 2010 року.
2005 року Діккер опублікував свою першу новелу «Тигр», що отримала Міжнародну премію молодих авторів, вона вийшла в Збірнику переможців у видавництві Hèbe. В 2010-му він отримав Премію Женевських письменників за свій перший роман «Останні дні наших батьків».
У 27 років Жоель Діккер домігся міжнародного визнання, випустивши роман «Правда про справу Гаррі Квеберта». Книга перекладена в тридцяти країнах і завоювала Гран-прі Французької академії, Гонкурівську премію ліцеїстів, а також стала лауреатом Ргіх de littérature française aux Pays-Bas (Prix Tulipe, 2013).
З 2022 року видає свої книги в заснованому ним видавництві Rosie& Wolfe (Женева). 

### Правда про справу Гаррі Квеберта
«Правда про справу Гаррі Квеберта» — це шоста написана, але друга за рахунком опублікована книга Діккера, але саме завдяки їй автор здобув міжнародне визнання. Книга мала великий читацький успіх. До травня 2013 року тільки у Франції було продано 800 тис. примірників книги. Право на переклад англійською було продано за 500 тис. доларів. Сюжет детективного роману — американський романіст Маркус Гольдман опиняється у творчій кризі і шукає допомогу у свого вчителя, письменника Гаррі Квеберта. Незабаром Гаррі звинувачується у вбивстві, яке сталося 33 роки тому. Маркус починає розслідування, намагаючись виправдати Гаррі. Детективна історія майстерно поєднується Ж.Діккером з мальовничим описом Нової Англії і роздумами про природу літературної творчості.

## Твори
- 2005 — Тигр (фр. Le Tigre). Новела. Видавництво Hèbe
- 2010 — Останні дні наших батьків (фр. Les Derniers Jours de nos pères). Видавництво Fallois.
- 2012 — Правда про справу Гаррі Квеберта (фр. La Vérité sur l'affaire Harry Quebert). Видавництво Fallois.
- 2015 — Книга Балтиморів (фр. Le Livre des Baltimore). Видавництво Fallois.
- 2018 — Зникнення Стефані Мейлер (фр. La Disparition de Stephanie Mailer). Видавництво Fallois.
- 2020  — Загадка 622 номера (фр. L'Énigme de la chambre 622). Видавництво Fallois.
- 2022  — Справа Аляски Сандерс (фр. L'Affaire Alaska Sanders). Видавництво Rosie&Wolfe.
- 2024 —  Лютий звір (фр. Un Animal sauvage). Видавництво Rosie&Wolfe.
- 2025 —  Дуже катастрофічний похід до зоопарку (фр. La très catastrophique visite du zoo). Видавництво Rosie&Wolfe.

## Нагороди
- 2005 — Міжнародна премія молодих авторів.
- 2010 — Премія Женевських письменників.
- 2013 — Гран-прі Французької академії.
- 2013 — Гонкурівська премія ліцеїстів.
- 2013 — Ргіх de littérature française aux Pays-Bas (Prix Tulipe).

## Екранізації
У серпні 2017 року розпочалося знімання телесеріалу «Правда про справу Гаррі Квеберта», що вийшов на екрани у листопаді 2018 року. Це 10-серійний фільм франко-американського виробництва. Над створенням екранізації працював французький кінорежисер і сценарист Жан-Жак Анно. У головних ролях Патрік Демпсі, Бен Шнетцер, Крістін Фросет.

## Українські переклади
- Правда про справу Гаррі Квеберта / Жоель Діккер ; пер. з фр. Л. Кононовича. — Львів : Видавництво Старого Лева, 2017. — 704 с.
- Книга Балтиморів / Жоель Діккер ; пер. з фр. Л. Кононовича. — Львів: Видавництво Старого Лева, 2018. — 544 с.
- Зникнення Стефані Мейлер / Жоель Діккер ; пер. з фр. Л. Кононовича. — Львів : Видавництво Старого Лева, 2019. — 784 с.
- Загадка 622 номера / Жоель Діккер ; пер. з фр. Л. Кононовича. — Львів : Видавництво Старого Лева, 2021. — 712 с.
- Справа Аляски Сандерс / Жоель Діккер ; пер. з фр. Л. Кононовича. — Львів : Видавництво Старого Лева, 2023. — 680 с.